# 朝倉敏夫 (人類学者)
朝倉 敏夫（あさくら としお、1950年 - ）は、日本の文化人類学者。国立民族学博物館名誉教授、立命館大学経済学部教授。専攻は社会人類学・韓国社会論。

## 経歴
1950年、東京都生まれ。1974年、武蔵大学人文学部社会学科を卒業。1977年、明治大学大学院政治経済学研究科修士課程を修了し、1985年、同博士後期課程単位取得満期退学。
卒業後は、1988年より国立民族学博物館助手として勤務し、1994年第1研究部助教授、2001年民族社会研究部教授、2006年部長、2010年文化資源研究センター教授、2011年同センター長、2014年4月より民族社会研究部教授をつとめた。2016年3月末をもって定年退職し、同館名誉教授となった。その後も2016年4月より立命館大学経済学部教授、2018年食マネジメント学部長として教鞭をとり、2021年に退職した。

## 受賞・栄典
- 2013年：大韓民国玉冠文化勲章を受章。

## 著作

### 単著
- 『日本の焼肉　韓国の刺身－食文化が“ナイズ”されるとき』（農山漁村文化協会）1994
- 『世界の食文化：第1巻 韓国』（農山漁村文化協会）2005
- 『コリアン社会の変貌と越境』（臨川書店）2015

### 共著
- 『食は韓国にあり』（森枝卓士共著、弘文堂）1986
- 『くらべてみよう！ 日本と世界の食べ物と文化』石毛直道監修（阿良田麻里子共著、講談社）2004

### 編著
- 『「もの」から見た朝鮮民俗文化』（新幹社）2003
- 『火と食』編 ドメス出版 食の文化フォーラム 2012

### 共編著
- 『変貌する韓国社会―1970～80年代の人類学調査の現場から』（嶋陸奥彦との共編、第一書房）1998
- 『해외한인동포의 현주소―당사자와 일본 연구자의 목소리』（太田心平との共編、學研文化社）